# Campionato mondiale di Formula 1 1967
Il campionato mondiale di Formula 1 1967 organizzato dalla FIA è stato, nella storia della categoria, il 18° ad assegnare il campionato piloti e il 10° ad assegnare il campionato costruttori. È iniziato il 2 gennaio e terminato il 22 ottobre, dopo 11 gare. Il titolo dei piloti andò a Denny Hulme, mentre la Brabham si aggiudicò il titolo costruttori per il secondo anno consecutivo e per ultima volta per il team di Jack brabham.

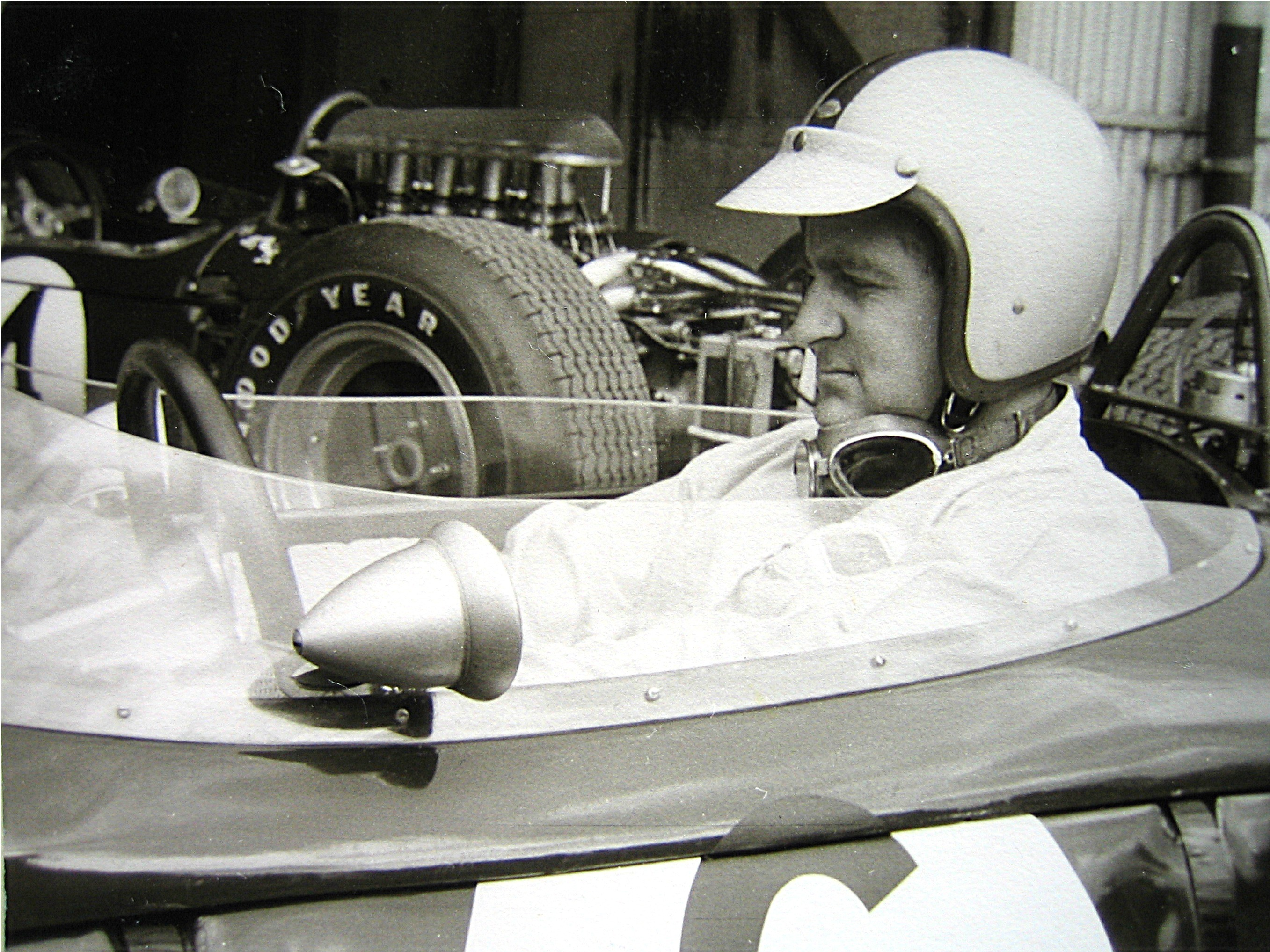
Denny Hulme vince il suo primo ed unico titolo piloti.

## Piloti e costruttori
I seguenti team e piloti parteciparono al campionato mondiale di Formula 1 nella stagione 1967.
| Nome del Team                      | Costruttore    | Modello        | Motore                       | Gomme | Piloti                                                                              |
| ---------------------------------- | -------------- | -------------- | ---------------------------- | ----- | ----------------------------------------------------------------------------------- |
| Team Lotus                         | Lotus Cars     | 43 33 49       | BRM Climax Ford-Cosworth DFV | F     | Graham Hill Jim Clark Eppie Wietzes Giancarlo Baghetti Moisés Solana                |
| Mike Fisher (privato)              | Lotus Cars     | 33             | BRM                          | F     | Mike Fisher                                                                         |
| Brabham Racing Organisation        | Brabham        | BT19 BT20 BT24 | Repco                        | G     | Jack Brabham Denny Hulme                                                            |
| DW Racing Enterprises              | Brabham        | BT11           | Climax                       | F     | Bob Anderson                                                                        |
| Scuderia Scribante                 | Brabham        | BT11           | Climax FPF                   |       | Dave Charlton                                                                       |
| Luki Botha (privato)               | Brabham        | BT11           | Climax FPF                   |       | Luki Botha                                                                          |
| Bruce McLaren Motor Racing         | McLaren        | M4B M5A        | BRM                          | G     | Bruce McLaren                                                                       |
| Ian Raby Racing                    | McLaren        | M2B            | Climax                       | F     | Trevor Taylor                                                                       |
| Scuderia Ferrari SEFAC SpA         | Ferrari        | 312            | Ferrari                      | F     | Chris Amon Ludovico Scarfiotti Lorenzo Bandini Mike Parkes Jonathan Williams        |
| Matra Sports                       | Matra          | MS7            | Ford-Cosworth DFV            | D G   | Jean-Pierre Beltoise Johnny Servoz-Gavin                                            |
| Owen Racing Organ.                 | BRM            | P83 P261 P115  | BRM                          | G     | Jackie Stewart Mike Spence                                                          |
| Bernard White Racing               | BRM            | P261           | BRM P142                     | G     | David Hobbs                                                                         |
| Reg Parnell Racing                 | Lotus Cars BRM | 25 P261 P83    | BRM P142                     | F     | Piers Courage Chris Irwin                                                           |
| Cooper Car Company                 | Cooper         | T81 T81B T86   | Maserati                     | G     | Pedro Rodríguez Jochen Rindt Alan Rees Richard Attwood Jacky Ickx                   |
| John Love (privato)                | Cooper         | T79            | Climax FPF                   | F     | John Love                                                                           |
| Rob Walker J.Durlacher Racing Team | Cooper         | T81            | Maserati Tipo 9/F1           | F     | Jo Siffert                                                                          |
| J. Bonnier Racing Team             | Cooper         | T81            | Maserati Tipo 9/F1           | F     | Jo Bonnier                                                                          |
| Charles Vögele Racing Team         | Cooper         | T77            | A-T-S                        | D     | Silvio Moser                                                                        |
| Ecurie Filipinetti                 | Cooper         | T81            | Maserati                     | F     | Andrea De Adamich                                                                   |
| Tom Jones (privato)                | Cooper         | T82            | Climax                       |       | Tom Jones                                                                           |
| Guy Ligier (privato)               | Cooper Brabham | T81 BT20       | Maserati Repco               | D F   | Guy Ligier                                                                          |
| Anglo American Racers              | Eagle          | T1F T1G        | Weslake 58 Climax            | G     | Dan Gurney Richie Ginther Bob Bondurant A.J. Foyt Bruce McLaren Ludovico Scarfiotti |
| Advance Muffler/ Bruce Bomner      | Eagle          | T1G            | Weslake                      | G     | Richie Ginther                                                                      |
| Castrol Oil Ltd                    | Eagle          | T1F            | Climax FPF                   | G     | Al Pease                                                                            |
| Honda Racing                       | Honda          | RA 273 RA 300  | Honda                        | F     | John Surtees                                                                        |
| Sam Tingle (privato)               | LDS            | Mk3            | Climax                       | F     | Sam Tingle                                                                          |
| Bayerische Motoren Werk Ag         | Lola           | T100           | BMW                          | D     | Hubert Hahne                                                                        |

I seguenti team e piloti parteciparono al campionato mondiale di Formula 1 al Gran Premio di Germania con vetture di Formula 2.
| Nome del Team               | Costruttore | Modello | Motore            | Gomme | Piloti                   |
| --------------------------- | ----------- | ------- | ----------------- | ----- | ------------------------ |
| Roy Winckelmann Racing      | Brabham     | BT23    | Ford-Cosworth DFV |       | Alan Rees                |
| Écurie Ford France          | Matra       | MS5     | Ford-Cosworth DFV | D     | Jo Schlesser             |
| Team Lotus                  | Lotus Cars  | 48      | Ford-Cosworth DFV | F     | Jackie Oliver            |
| Ron Harris Racing Team      | Protos      |         | Ford-Cosworth DFV |       | Brian Hart Kurt Ahrens   |
| Tyrrell Racing Organisation | Matra       | MS7     | Ford-Cosworth DFV | D     | Jacky Ickx               |
| Lola Cars                   | Lola        | T100    | BMW               | F     | David Hobbs Brian Redman |
| Gerhard Mitter (privato)    | Brabham     | BT23    | Ford-Cosworth DFV | D     | Gerhard Mitter           |

## Riassunto della stagione

### Gran Premio del Sudafrica
Circuito di Kyalami - 2 gennaio 1967 - XIII South African Grand Prix

#### Ordine d'arrivo
1. Pedro Rodríguez (Cooper-Maserati)
2. John Love (Cooper-Climax)
3. John Surtees (Honda)
4. Denny Hulme (Brabham-Repco)
5. Bob Anderson (Brabham-Climax)
6. Jack Brabham (Brabham-Repco)

### Gran Premio di Monaco
Monte Carlo - 7 maggio 1967 - 25e Grand Prix Automobile de Monaco

#### Ordine d'arrivo
1. Denny Hulme (Brabham-Repco)
2. Graham Hill (Lotus-BRM)
3. Chris Amon (Ferrari)
4. Bruce McLaren (McLaren-BRM)
5. Pedro Rodríguez (Cooper-Maserati)
6. Mike Spence (BRM)

### Gran Premio d'Olanda
Zandvoort - 4 giugno 1967 - XVI Grote Prijs van Nederland

#### Ordine d'arrivo
1. Jim Clark (Lotus-Cosworth)
2. Jack Brabham (Brabham-Repco)
3. Denny Hulme (Brabham-Repco)
4. Chris Amon (Ferrari)
5. Mike Parkes (Ferrari)
6. Ludovico Scarfiotti (Ferrari)

### Gran Premio del Belgio
Circuito di Spa-Francorchamps - 18 giugno 1967 - XXVII Grote Prijs van Belgie

#### Ordine d'arrivo
1. Dan Gurney (Eagle-Weslake)
2. Jackie Stewart (BRM)
3. Chris Amon (Ferrari)
4. Jochen Rindt (Cooper-Maserati)
5. Mike Spence (BRM)
6. Jim Clark (Lotus-Cosworth)

### Gran Premio di Francia
Circuito Bugatti - 2 luglio 1967 - 53e Grand Prix de l'A.C.F.

#### Ordine d'arrivo
1. Jack Brabham (Brabham-Repco)
2. Denny Hulme (Brabham-Repco)
3. Jackie Stewart (BRM)
4. Jo Siffert (Cooper-Maserati)
5. Chris Irwin (BRM)
6. Pedro Rodríguez (Cooper-Maserati)

### Gran Premio di Gran Bretagna
Silverstone - 15 luglio 1967 - RAC British Grand Prix

#### Ordine d'arrivo
1. Jim Clark (Lotus-Cosworth)
2. Denny Hulme (Brabham-Repco)
3. Chris Amon (Ferrari)
4. Jack Brabham (Brabham-Repco)
5. Pedro Rodríguez (Cooper-Maserati)
6. John Surtees (Honda)

### Gran Premio di Germania
Nürburgring - 6 agosto 1967 - XXIX Großer Preis von Deutschland

#### Ordine d'arrivo
1. Denny Hulme (Brabham-Repco)
2. Jack Brabham (Brabham-Repco)
3. Chris Amon (Ferrari)
4. John Surtees (Honda)
5. Jo Bonnier (Cooper-Maserati)
Jackie Oliver
6. Guy Ligier (Brabham - Repco)

### Gran Premio del Canada
Mosport Park - 27 agosto 1967 - VII Canadian Grand Prix

#### Ordine d'arrivo
1. Jack Brabham (Brabham-Repco)
2. Denny Hulme (Brabham-Repco)
3. Dan Gurney (Eagle-Weslake)
4. Graham Hill (Lotus-Cosworth)
5. Mike Spence (BRM)
6. Chris Amon (Ferrari)

### Gran Premio d'Italia
Autodromo nazionale di Monza - 10 settembre 1967 - 38º Gran Premio d'Italia, Grand Prix d'Europe

#### Ordine d'arrivo
1. John Surtees (Honda)
2. Jack Brabham (Brabham-Repco)
3. Jim Clark (Lotus-Cosworth)
4. Jochen Rindt (Cooper-Maserati)
5. Mike Spence (BRM)
6. Jacky Ickx (Cooper-Maserati)

### Gran Premio degli Stati Uniti

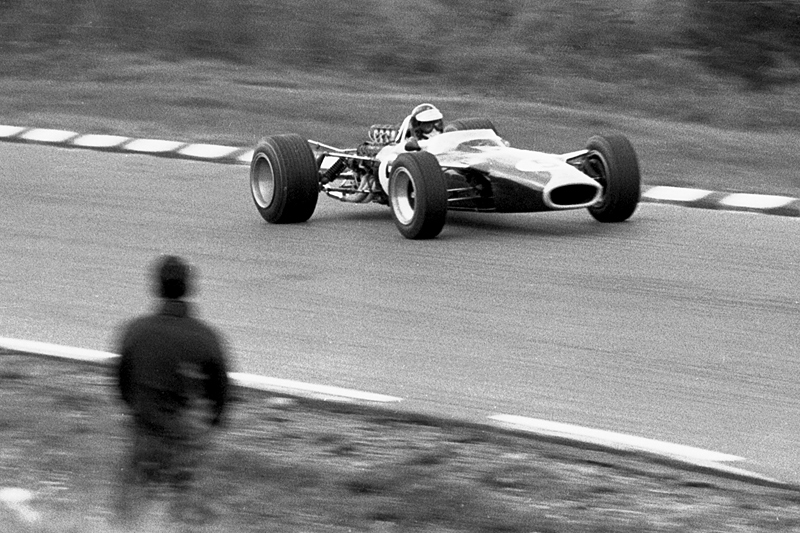
Jim Clark vinse il Gran Premio degli Stati Uniti, disputatosi a Watkins Glen

Watkins Glen - 1º ottobre 1967 - X United States Grand Prix

#### Ordine d'arrivo
1. Jim Clark (Lotus-Cosworth)
2. Graham Hill (Lotus-Cosworth)
3. Denny Hulme (Brabham-Repco)
4. Jo Siffert (Cooper-Maserati)
5. Jack Brabham (Brabham-Repco)
6. Jo Bonnier (Cooper-Maserati)

### Gran Premio del Messico
Autodromo de la Ciudad de Mexico Magdalena Mixhuca - 22 ottobre 1967 - VI Gran Premio de Mexico

#### Ordine d'arrivo
1. Jim Clark (Lotus-Cosworth)
2. Jack Brabham (Brabham-Repco)
3. Denny Hulme (Brabham-Repco)
4. John Surtees (Honda)
5. Mike Spence (BRM)
6. Pedro Rodríguez (Cooper-Maserati)

## Risultati

### Gran Premi
| Nº | Gran Premio                   | Data         | Circuito           | Pole position | Giro più veloce | Pilota vincitore | Costruttore       | Resoconto |
| -- | ----------------------------- | ------------ | ------------------ | ------------- | --------------- | ---------------- | ----------------- | --------- |
| 1  | Gran Premio del Sudafrica     | 2 gennaio    | Kyalami            | Jack Brabham  | Denny Hulme     | Pedro Rodríguez  | Cooper - Maserati | Resoconto |
| 2  | Gran Premio di Monaco         | 7 maggio     | Monaco             | Jack Brabham  | Jim Clark       | Denny Hulme      | Brabham - Repco   | Resoconto |
| 3  | Gran Premio d'Olanda          | 4 giugno     | Zandvoort          | Graham Hill   | Jim Clark       | Jim Clark        | Lotus - Ford      | Resoconto |
| 4  | Gran Premio del Belgio        | 18 giugno    | Spa-Francorchamps  | Jim Clark     | Dan Gurney      | Dan Gurney       | Eagle - Weslake   | Resoconto |
| 5  | Gran Premio di Francia        | 2 luglio     | Circuito Bugatti   | Graham Hill   | Graham Hill     | Jack Brabham     | Brabham - Repco   | Resoconto |
| 6  | Gran Premio di Gran Bretagna  | 15 luglio    | Silverstone        | Jim Clark     | Denny Hulme     | Jim Clark        | Lotus - Ford      | Resoconto |
| 7  | Gran Premio di Germania       | 6 agosto     | Nürburgring        | Jim Clark     | Dan Gurney      | Denny Hulme      | Brabham - Repco   | Resoconto |
| 8  | Gran Premio del Canada        | 27 agosto    | Mosport Park       | Jim Clark     | Jim Clark       | Jack Brabham     | Brabham - Repco   | Resoconto |
| 9  | Gran Premio d'Italia          | 10 settembre | Monza              | Jim Clark     | Jim Clark       | John Surtees     | Honda             | Resoconto |
| 10 | Gran Premio degli Stati Uniti | 1º ottobre   | Watkins Glen       | Graham Hill   | Graham Hill     | Jim Clark        | Lotus - Ford      | Resoconto |
| 11 | Gran Premio del Messico       | 22 ottobre   | Hermanos Rodríguez | Jim Clark     | Jim Clark       | Jim Clark        | Lotus - Ford      | Resoconto |

### Gare non valide per il mondiale
| N° | Data         | Gran Premio               | Circuito     | Vincitore                                  | Auto Vincitrice | Pole Position  | GPV                 | Resoconto |
| -- | ------------ | ------------------------- | ------------ | ------------------------------------------ | --------------- | -------------- | ------------------- | --------- |
| 1  | 17 marzo     | Race of Champions         | Brands Hatch | Dan Gurney                                 | Eagle-Weslake   | Dan Gurney     | Jack Brabham        | Resoconto |
| 2  | 15 aprile    | Spring Trophy             | Oulton       | Denny Hulme                                | Brabham-Repco   | Denny Hulme    | Jack Brabham        | Resoconto |
| 3  | 29 aprile    | BRDC International Trophy | Silverstone  | Mike Parkes                                | Ferrari         | Jackie Stewart | Graham Hill         | Resoconto |
| 4  | 21 maggio    | Gran Premio di Siracusa   | Siracusa     | Mike Parkes / Ludovico Scarfiotti ex aequo | Ferrari         | Mike Parkes    | Ludovico Scarfiotti | Resoconto |
| 5  | 16 settembre | International Gold Cup    | Oulton       | Jack Brabham                               | Brabham-Ford    | Jack Brabham   | Jack Brabham        | Resoconto |
| 6  | 12 novembre  | Gran Premio di Spagna     | Jarama       | Jim Clark                                  | Lotus-Ford      | Jim Clark      | Jim Clark           | Resoconto |

## Classifiche

### Classifica piloti
I punti erano assegnati col seguente metodo: 9 al vincitore, 6 al secondo, 4 al terzo, 3 al quarto, 2 al quinto, 1 al sesto. I piloti dovevano inoltre scartare il risultato peggiore tra le prime sei gare ed il risultato peggiore tra le ultime cinque.
| Pos. | Pilota                     |     |      |     |     |     |     |     |     |     |     |     | Punti   |
| ---- | -------------------------- | --- | ---- | --- | --- | --- | --- | --- | --- | --- | --- | --- | ------- |
| 1    | Denny Hulme                | 4   | 1    | 3   | Rit | 2   | 2   | 1   | 2   | Rit | 3   | 3   | 51      |
| 2    | Jack Brabham               | 6   | Rit  | 2   | Rit | 1   | 4   | 2   | 1   | 2   | 5   | 2   | 46 (48) |
| 3    | Jim Clark                  | Rit | Rit  | 1   | 6   | Rit | 1   | Rit | Rit | 3   | 1   | 1   | 41      |
| 4    | John Surtees               | 3   | Rit  | Rit | Rit |     | 6   | 4   |     | 1   | Rit | 4   | 20      |
| 5    | Chris Amon                 |     | 3    | 4   | 3   | Rit | 3   | 3   | 6   | 7   | Rit | 9*  | 20      |
| 6    | Pedro Rodríguez de la Vega | 1   | 5    | Rit | 9*  | 6   | 5   | 8   |     |     |     | 6   | 15      |
| 7    | Graham Hill                | Rit | 2    | Rit | Rit | Rit | Rit | Rit | 4   | Rit | 2   | Rit | 15      |
| 8    | Dan Gurney                 | Rit | Rit  | Rit | 1   | Rit | Rit | Rit | 3   | Rit | Rit | Rit | 13      |
| 9    | Jackie Stewart             | Rit | Rit  | Rit | 2   | 3   | Rit | Rit | Rit | Rit | Rit | Rit | 10      |
| 10   | Mike Spence                | Rit | 6    | 8   | 5   | Rit | Rit | Rit | 5   | 5   | Rit | 5   | 9       |
| 11   | John Love                  | 2   |      |     |     |     |     |     |     |     |     |     | 6       |
| 12   | Jo Siffert                 | Rit | Rit  | 10  | 7   | 4   | Rit | Rit | NP  | Rit | 4   | 12* | 6       |
| 13   | Jochen Rindt               | Rit | Rit  | Rit | 4   | Rit | Rit | Rit | Rit | 4   | Rit |     | 6       |
| 14   | Bruce McLaren              |     | 4    | Rit |     | Rit | Rit | Rit | 7   | Rit | Rit | Rit | 3       |
| 15   | Jo Bonnier                 | Rit |      |     | Rit |     | Rit | 5   | 8   | Rit | 6   | 10  | 3       |
| 16   | Chris Irwin                |     |      | 7   | Rit | 5*  | 7   | 7   | Rit | Rit | Rit | Rit | 2       |
| 17   | Bob Anderson               | 5   | NQ   | 9   | 8   | Rit | Rit |     |     |     |     |     | 2       |
| 18   | Mike Parkes                |     |      | 5   | Rit |     |     |     |     |     |     |     | 2       |
| 19   | Guy Ligier                 |     |      |     | 10  | NC  | 10  | 6   |     | Rit | Rit | 11  | 1       |
| 20   | Ludovico Scarfiotti        |     |      | 6   | NC  |     |     |     |     | Rit |     |     | 1       |
| 21   | Jacky Ickx                 |     |      |     |     |     |     |     |     | 6   | Rit |     | 1       |
| -    | Jean-Pierre Beltoise       |     | NQ   |     |     | NP  |     |     |     |     | 7   | 7   | 0       |
| -    | David Hobbs                |     |      |     |     |     | 8   |     | 9   |     |     |     | 0       |
| -    | Jonathan Williams          |     |      |     |     |     |     |     |     |     |     | 8   | 0       |
| -    | Alan Rees                  |     |      |     |     |     | 9   |     |     |     |     |     | 0       |
| -    | Richard Attwood            |     |      |     |     |     |     |     | 10  |     |     |     | 0       |
| -    | Mike Fisher                |     |      |     |     |     |     |     | 11  |     |     | Rit | 0       |
| -    | Dave Charlton              | NC  |      |     |     |     |     |     |     |     |     |     | 0       |
| -    | Luki Botha                 | NC  |      |     |     |     |     |     |     |     |     |     | 0       |
| -    | Al Pease                   |     |      |     |     |     |     |     | NC  |     |     |     | 0       |
| -    | Piers Courage              | Rit | Rit  |     |     |     | NP  |     |     |     |     |     | 0       |
| -    | Moisés Solana              |     |      |     |     |     |     |     |     |     | Rit | Rit | 0       |
| -    | Sam Tingle                 | Rit |      |     |     |     |     |     |     |     |     |     | 0       |
| -    | Lorenzo Bandini            |     | Rit† |     |     |     |     |     |     |     |     |     | 0       |
| -    | Johnny Servoz-Gavin        |     | Rit  |     |     | NP  |     |     |     |     |     |     | 0       |
| -    | Silvio Moser               |     |      |     |     |     | Rit |     |     |     |     |     | 0       |
| -    | Giancarlo Baghetti         |     |      |     |     |     |     |     |     | Rit |     |     | 0       |
| -    | Tom Jones                  |     |      |     |     |     |     |     | NQ  |     |     |     | 0       |
| -    | Eppie Wietzes              |     |      |     |     |     |     |     | SQ  |     |     |     | 0       |
| -    | Richie Ginther             |     | NQ   |     |     |     |     |     |     |     |     |     | 0       |
| Pos. | Pilota                     |     |      |     |     |     |     |     |     |     |     |     | Punti   |

| Legenda | 1º posto     | 2º posto | 3º posto    | A punti         | Senza punti/Non class.  | Grassetto – Pole position Corsivo – Giro più veloce |
| Legenda | Squalificato | Ritirato | Non partito | Non qualificato | Solo prove/Terzo pilota | Grassetto – Pole position Corsivo – Giro più veloce |

* Indica quei piloti che non hanno terminato la gara ma sono ugualmente classificati avendo coperto, come previsto dal regolamento, almeno il 90% della distanza totale.

### Classifica costruttori
Per l'assegnazione del campionato costruttori erano validi soltanto i punti conquistati dal pilota meglio piazzato di ciascuna squadra.
| Pos | Costruttore       | Punti   |
| --- | ----------------- | ------- |
| 1   | Brabham - Repco   | 63 (67) |
| 2   | Lotus - Ford      | 44      |
| 3   | Cooper - Maserati | 28      |
| 4   | Honda             | 20      |
| 5   | Ferrari           | 20      |
| 6   | BRM               | 17      |
| 7   | Eagle - Weslake   | 13      |
| 8   | Lotus - BRM       | 6       |
| 9   | Cooper - Climax   | 6       |
| 10  | McLaren - BRM     | 3       |
| 11  | Brabham - Climax  | 2       |
| —   | Eagle - Climax    | 0       |
| —   | Lotus - Climax    | 0       |
| —   | Matra - Ford      | 0       |
| —   | Cooper - ATS      | 0       |
| —   | LDS - Climax      | 0       |